# All the Young Dudes
All the Young Dudes ist das fünfte Studioalbum der britischen Rockband Mott the Hoople. Es wurde von David Bowie produziert und ist dem Glam Rock zuzuordnen. Das Musikmagazin Rolling Stone führt es auf Platz 484 seiner Liste der 500 besten Alben aller Zeiten. Das vorab als Single veröffentlichte und von David Bowie geschriebene Titellied wurde zu einem Überraschungserfolg und stieg bis auf Platz 3 der UK Top 40.

## Wissenswertes
Anfang 1972 stand die Band kurz vor der Auflösung, nachdem der bestehende Plattenvertrag von Island Records aufgelöst wurde. Overend Watts fragte daraufhin bei David Bowie nach einem Engagement als Bassist an. Dieser bot der Band stattdessen ein von ihm geschriebenes Stück an und eröffnete ihnen die Möglichkeit, dieses mit ihm als Produzenten aufzunehmen. Das erste angebotene Stück Suffragette City lehnte die Band zunächst ab, nahm dann aber das Angebot an, zuerst den Titel All the Young Dudes und darauf folgend ein vollständiges Album aufzunehmen. Die Kosten dafür wollte das Management von David Bowie übernehmen. Passend zur Musik veränderte Bowie das Image der Band zugunsten eines für den Glam Rock typischen Stils mit Make-up und Glitzerkostümen. Bowie bot die fertige Single CBS an, das Label zahlte sofort einen Vorschuss von 25.000 GBP und veröffentlichte das Lied im Sommer 1972. Im September wurde das Album veröffentlicht.
Bei dem ersten Stück des Albums handelt es sich um eine Coverversion eines Liedes von The Velvet Underground von deren 1970er Album Loaded. Geschrieben wurde es von Lou Reed. Bis auf dieses Lied und das Titelstück stammen alle Songs des Albums von den Bandmitgliedern.

## Titelliste
1. Sweet Jane (Lou Reed) – 4:21
2. Momma’s Little Jewel (Ian Hunter, Peter Watts) – 4:26
3. All the Young Dudes (David Bowie) – 3:32
4. Sucker (Hunter, Mick Ralphs, Watts) – 5:03
5. Jerkin' Crocus (Hunter) – 4:00
6. One of the Boys (Hunter, Ralphs) – 6:46
7. Soft Ground (Verden Allen) – 3:17
8. Ready for Love/After Lights (Ralphs) – 6:47
9. Sea Diver (Hunter) – 2:53

## Rezeption
Tony Drayton merkt im Rough Guide to Rock an, dass Produzent David Bowie die Band auf dem Album so klingen lasse, wie er sich deren Musik vorgestellt habe, indem er Prog-Rock-Jams durch Hooklines und lebendige Refrains ersetzte. Das Billboard Magazine merkte in seinem Review an, dass es Mott the Hoople dank der Unterstützung von David Bowie gelang, aus der Masse unbekannter britischer Bands herauszutreten. Stephen Thomas Erlewine von Allmusic schreibt in seiner Rezension, dass das Album dafür geschaffen war, Mott the Hoople zu Stars zu machen, und dass es eines derjenigen sei, die den Glam Rock definiert haben. Bob Scoppa vom Magazin Rolling Stone bezeichnete in seinem zeitgenössischen Review das Album als extravagante Mischung aus „kraftvollem und melodischem Rock’n’Roll“ und lobt die Ballade Sea Diver als „düsteres und mystisches Ende des Albums“.